# Next Time
Next Time – (Некст Тајм) zespół powstał w 2008 roku w Macedonii. Zespół gra muzykę pop i rock. Ich wytwórnią płytową jest Plan B Production. Członkami zespołu są dwaj bracia Stefan Filipovski i Martin Filipovski. W 2009 roku wzięli udział w Konkursie Piosenki Eurowizji i reprezentowali Macedonię.

## Dyskografia

### Album
- Next Time (2008)

### Solo
- „Ne Weruwam Wo Tebe”
- „Me Mislisz Li?”
- „Me Ostawi Sam Da Żiveam”
- „Bez Tebe Tiwko Umiram”
- „Neszto szto ḱe ostane”
- „The Sweetest Thing That Will Remain"

## Nagrody

### Radiski Festival - Zvezdena Nok (lipiec, 2008)
- Summer Hit of the Year

### TV Orbis (sierpień, 2008)
- Star Orbit of popularity (Macedoński: Ѕвездена Орбита На Популарноста)

### Ohrid Fest (sierpień, 2008)
- Best New Artist

### Makfest (październik, 2008)
- First place (półfinał)
- Second place (finał)

### Mars Festival
- Hit of the Year 2008 - „Me Ostavi Sam Da Zhiveam"

### Other awards
- SuperStar (Macedoński: Супер Ѕвезда) – Teenage Idols of 2008
- Macedonian Ministry of Culture - Diploma for Recognition

### Skopje Fest
- First Place - Qualified for Eurowizja 2009